# Liste zeitgenössischer A-cappella-Gruppen
Diese Liste umfasst bekannte Vertreter des teilweise stark von Popmusik und Jazz beeinflussten Genres des zeitgenössischen A-cappella-Ensemble-Gesanges.

## 0–9
- 6-Zylinder (gegründet 1983)

## A
- Alte Bekannte (aus Köln)
- Ensemble Amarcord (aus Leipzig)
- Aquabella (A-cappella-Frauenquintett aus Berlin, viele verschiedene Sprachen, Weltmusik)
- A-live (A-cappella-Sextett aus der Schweiz)

## B
- Basta (aus Köln)
- Bagatello (Schweiz)
- Bauchklang (aus St. Pölten, Österreich)
- The Blanks (USA)
- Bliss (Schweiz)
- Les Brünettes (Deutschland)

## C
- Calmus Ensemble (aus Leipzig)
- Chanticleer (USA)
- Club for Five (Finnland)

## D
- dezibelles (A-cappella-Quartett aus Zürich)
- Drops

## E
- Die Echten (Österreichisches A-cappella-Quartett)
- Ensemble Nobiles (aus Leipzig)

## F
- The Flying Pickets (Großbritannien)
- Füenf (aus Stuttgart)
- Fünf vor der Ehe (aus Hannover)
- Fork (aus Helsinki/Finnland)

## G
- Ganz Schön Feist (aus Göttingen)
- The Glue (aus der Schweiz, gegründet 1997)

## H
- Hannover Harmonists
- Harmunichs
- Herrenbesuch
- Hilliard Ensemble
- Hörbänd
- Home Free

## I
- iNtrmzzo (A-cappella-Comedy aus den Niederlanden)

## J
- JuiceBox. (aus Hannover)

## K
- Kačkala Tschechisch-amerikanisches Frauenquintett aus Tábor
- The King’s Singers (1968 aus dem Chor des King’s College/Cambridge hervorgegangen, seitdem in wechselnder Besetzung in vielen musikalischen Stilrichtungen erfolgreich)
- Klangbezirk Vokalduo aus Berlin

## L
- Ladysmith Black Mambazo (Südafrika)
- LALÁ (Österreich)
- LaLeLu (aus Hamburg)

## M
- The Magnets (Vereinigtes Königreich)
- Manhattan Transfer (USA)
- Mannes Sangesmannen (A-cappella-Mundart-Comedy aus Schwaben)
- MAUF (experimentell-improvisatorisches Beatboxing-Trio aus Österreich)
- maybebop (A-cappella-Quartett aus Hannover)
- medlz (Frauenquartett aus Dresden)
- Montezuma’s Revenge (Niederlande)
- Mundwerk (aus München)
- muSix (aus Berlin)

## N
- Naturally 7 (gegründet 1999 in New York City)
- Neri per caso (Italien, gegründet 1994)
- New York Voices (New York City, gegründet 1988)
- Niniwe (Berlin, gegründet 2002)

## O
- Octavians (deutsches A-cappella-Ensemble aus Jena)
- ONAIR (deutsche Vokal-Pop Gruppe aus Berlin)

## P
- Pentatonix (USA)
- Pow woW (französisches Ensemble, das teilweise auch mit instrumentaler Begleitung singt)
- Die Prinzen (deutsche Gruppe, die teilweise auch instrumentale Begleitung einsetzt)

## Q
- Quintense (deutsche A-Cappella-Band aus Leipzig)

## R
- Rajaton (Finnland)
- The Real Group (Schweden)
- Rockapella (USA)

## S
- Saalfelder Vocalisten (deutsches Männer-Doppelquartett aus Saalfeld/Saale)
- Singer Pur (deutsches A-cappella-Sextett)
- Die Singphoniker (deutsches Vokalensemble, CTTBarB mit Pianist, Konzertdebüt 1982 in München)
- Sjaella (aus Leipzig)
- Slixs (ehemals Stouxingers; deutsches A-cappella-Sextett)
- Sonat Vox
- Sonority Quintett
- Spatzen-Quartett Regensburg
- Sweet Honey in the Rock (USA)
- Swingle Singers (französisch-britische Gruppe, entstand in den 1960ern um Ward Swingle, erregte vor allem durch Swing-Adaptationen klassischer Musik Aufsehen)

## T
- Take 6 (USA)
- The Overtones (aus London, teilweise musikalische Begleitung)

## U
- U-Bahn-Kontrollöre in tiefgefrorenen Frauenkleidern

## V
- Van Canto (Heavy Metal a cappella)
- Velvet Voices (A-cappella-Frauenquartett)
- Die Vierkanter (österreichisches A-cappella-Quartett)
- Viva Voce (aus Ansbach)
- vocabular (Schweiz)
- vocaldente (deutsches A-cappella-Quintett)
- Vocal Sampling (Kuba)
- The Voca People
- Voces8
- Voxid (aus Leipzig)
- Voxxclub (aus München)

## W
- Wise Guys (aus Köln)
- Witloof Bay (vertrat Belgien beim Eurovision Song Contest 2011)

## Y
- YeoMen (Berliner A-cappella-Rockband)